# تینتینارا، استرالیای جنوبی
تینتینارا (به انگلیسی: Tintinara) یک شهرک در استرالیا است که در استرالیای جنوبی واقع شده‌است.